# SSD (groupe)
Pour les articles homonymes, voir SSD (homonymie).
SSD (Society System Decontrol) est un groupe de punk hardcore straight edge de Boston. Il sort deux disques sous le nom de SS Decontrol, puis change le nom en SSD et sort deux autres disques avec un son influencé par le heavy metal.

## Histoire
La formation originale est l'auteur-compositeur/guitariste Al Barile (alors machiniste à l'usine General Electric de Lynn (Massachusetts) et étudiant à l'université du Nord-Est) à la guitare, Jaime Sciarappa à la basse et Chris Foley à la batterie qui se sont rencontrés lors d'un concert dans un club de Boston. Après le concert, ils vont au garage de Sciarappa, jouent de la musique ensemble et décident de former un groupe qu'ils nomment d'après la chanson Decontrol de Discharge.
SSD commence à se produire à l'été 1981 dans les salles petites de la région métropolitaine du Grand Boston, comme Gallery East. Le groupe acquiert rapidement une notoriété au sein de la scène musicale locale pour des performances intenses et chargées et les bouffonneries provocantes de leur noyau d'adeptes, le Boston Crew.
Peu de temps après sa formation, le groupe se rend dans un petit studio avec le chanteur David « Springa » Spring pour commencer l'enregistrement, la démo How Much Art sort peu de temps après puis le premier LP The Kids Will Have Their Say sur son propre label X-Claim en 1982. Ian MacKaye de Minor Threat est un ami et un supporter et le logo de son label Dischord apparaît à l'arrière de la pochette. Le groupe fait une tournée en dehors de Boston, dont un concert à Washington, D.C. avec Void, Black Market Baby, Iron Cross et Artificial Peace puis une performance dans le club new-yorkais A7 à côté des Bad Brains notamment.
En 1983, ils prennent le deuxième guitariste François Levesque et sortent l'EP Get It Away, disque qui contribue à définir la scène straight edge de Boston.
Comme de nombreux groupes de hardcore au milieu des années 1980, en particulier dans la région de Boston, SSD commence à se diriger vers le heavy metal. En 1984, il signe avec le label bostonien Modern Method Records et sort l'EP How We Rock, qui présente des caractéristiques manifestes de heavy metal, comme un nombre relativement élevé de longs solos de guitare. Après avoir signé avec Homestead Records, il sort le LP Break It Up en 1985 qui voit le groupe se développer davantage dans le genre du metal, laissant derrière lui tous les clichés du punk et du hardcore. Après un dernier concert en avril 1985 avec les Jerry's Kids, le groupe annonce sa dissolution et déclare la scène hardcore morte. SSD rompt en novembre de la même année en raison des disputes entre Springa et Barile.
Barile forme ensuite Gage, Sciarappa rejoint Slapshot et Springa rejoint Razorcaine et Die Blitzkinder.
En 1992, la compilation Power de Taang! Records contient des enregistrements de démos rares ou des inédits.

## Discographie

### SS Decontrol
- 1981 : How Much Art (Demo, autopublication)
- 1982 : The Kids Will Have Their Say (XClaim! Records)
- 1983 : Get It Away (EP, XClaim!)

### SSD
- 1984 : How We Rock (Modern Method Records)
- 1985 : Break It Up (Homestead Records)
- 1992 : Power (Compilation, Taang! Records)